# Da'an, Guangdong
Da'an (kinesiska: 大安) är en köping i sydöstra Kina. Den ligger i Lufeng i staden Shanwei i provinsen Guangdong, omkring 240 kilometer öster om provinshuvudstaden Guangzhou. Antalet invånare är 33 831. Befolkningen består av 17 156 kvinnor och 16 675 män. Barn under 15 år utgör 33 %, vuxna 15-64 år 57 %, och äldre över 65 år 9,0 %.